# Bec de coral cuanegre
El bec de coral cuanegre o bec de corall cuanegre (Estrilda troglodytes) és una espècie d'ocell de la família dels estríldids (Estrildidae) que habita zones àrides i conreus de l'Àfrica Subsahariana des del sud de Mauritània, Senegal i Gàmbia, cap a l'est, a través del sud de Mali, Burkina Faso, Guinea, Costa d'Ivori, sud de Níger, Ghana, Togo, Benín, Nigèria, Camerun, República Centreafricana, sud de Txad, i centre i sud del Sudan, fins al nord-oest d'Etiòpia, Eritrea, Uganda i oest de Kenya.
Utilitzat com a ocell de gàbia, s'ha introduït a molts indrets, com ara Hawaii i Puerto Rico. Als Països Catalans han constituït petites poblacions de forma molt localitzada. A causa del seu potencial colonitzador i constituir una amenaça greu per a les espècies autòctones, els hàbitats o els ecosistemes, aquesta espècie fou inclosa al Catàleg Espanyol d'Espècies Exòtiques Invasores, aprovat pel Reial Decret 630/2013, de 2 d'agost, i està prohibida a Espanya la seva introducció al medi natural, possessió, transport, trànsit i comerç.